# Llista d'alcaldes de Sant Celoni
Aquesta és la llista dels alcaldes de Sant Celoni des del 1899 a l'actualitat:
- Martí Domènech i Alom - Del 1899 al 1903
- Josep Alguersuari i Monclús - Del 1904 al 1905
- Salvador Ballada i Vigué - Del 1905 al 1906
- Joan Forn i Riera - Del 1906 al 1914
- Josep Coll i Verdura- Del 1914 al 1915
- Rafael Berenguer i Campdepedrós - Del 1915 al 1918
- Josep Coll i Verdura - Del 1918 al 1919
- Joan Evangelista Barri i Caballé - Del 1919 al 1920
- Eduard Domènech i Morlà - Del 1920 al 1923
- Jaume Reberté i Barlet - Del 1923 al 1924
- Joan Anfrons i Tarridas - Del 1924 al 1924
- Esteve Brunell i Aymar - Del 1924 al 1927
- Josep Vilà i Torres - Del 1927 al 1930
- Eduard Domènech i Morlà - Del 1930 al 1930
- Joaquim Oller i Draper - Del 1930 al 1931
- Martí Domènech i Cama - Del 1931 al 1931
- Josep Coll i Casamiquela - Del 1931 al 1931
- Jacint Botey i Domènech - Del 1931 al 1931
- Josep Coll i Casademiquela - Del 1931 al 1933
- Francesc Missé i Cervera - Del 1933 al 1934
- Josep Maria Riera i Alfaras - Del 1934 al 1936
- Francesc Missé i Cervera, - Del 1936 al 1939
- Josep Maria Riera i Alfaras - Del 1939 al 1949
- Joan Planas i Biox - Del 1949 al 1959
- Josep Maria Coll i Majó - Del 1959 al 1966
- Joan Sibina i Masvidal - Del 1966 al 1972
- Ferran Catarineu i Prat - Del 1972 al 1979
- Teresa Rossell i Taberner - 1979 al 1983
- Antoni Pujol i Forn - Del 1983 al 1989
- Joan Castaño i Augé - Del 1989 al 2007
- Francesc Deulofeu Fontanillas - Del 2007 al 2011
- Joan Castaño i Augé - Del 2011 al 2015
- Francesc Deulofeu Fontanillas - Del 2015 al 2019
- Raúl Garcia i Ramirez - Del 2019 al 2023
- Eduard Vallhonesta Alarcón - Des del 2023